# Kun for i aften
Kun for i aften er en amerikansk stumfilm fra 1918 af Charles Giblyn.

## Medvirkende
- Tom Moore som Theodore Whitney Jr.
- Lucy Fox som Betty Blake
- Henry Sedley som Crandall
- Henry Hallam som Blackburn
- Robert Broderick